# Your Arsenal
Your Arsenal var den fjärde skivan som Morrissey släppte utan The Smiths. Skivan släpptes 1992.
Brukar generellt ses som en av hans bästa skivor, tillsammans med Vauxhall And I. 

David Bowie gjorde en cover på låten "I know It's Gonna Happen Someday" på sitt album Black Tie White Noise. Albumet fick en grammisnominering för bästa alternativa rock-album.

## Låtlista

### Sida A
1. You're Gonna Need Someone on Your Side
2. Glamorous Glue
3. We'll Let You Know
4. The National Front Disco
5. Certain People I Know

### Sida B
1. We hate it when our friends become successful
2. You're the One for Me, Fatty
3. Seasick, Yet Still Docked
4. I Know It's Gonna Happen Someday
5. Tomorrow

## Medverkande
- Morrissey – Sång
- Alain Whyte – Gitarr
- Boz Boorer – Gitarr
- Gary Day – Elbas
- Spencer Cobrin – Trummor

### Tekniker
- Mick Ronson – Producent